# Herkules IV

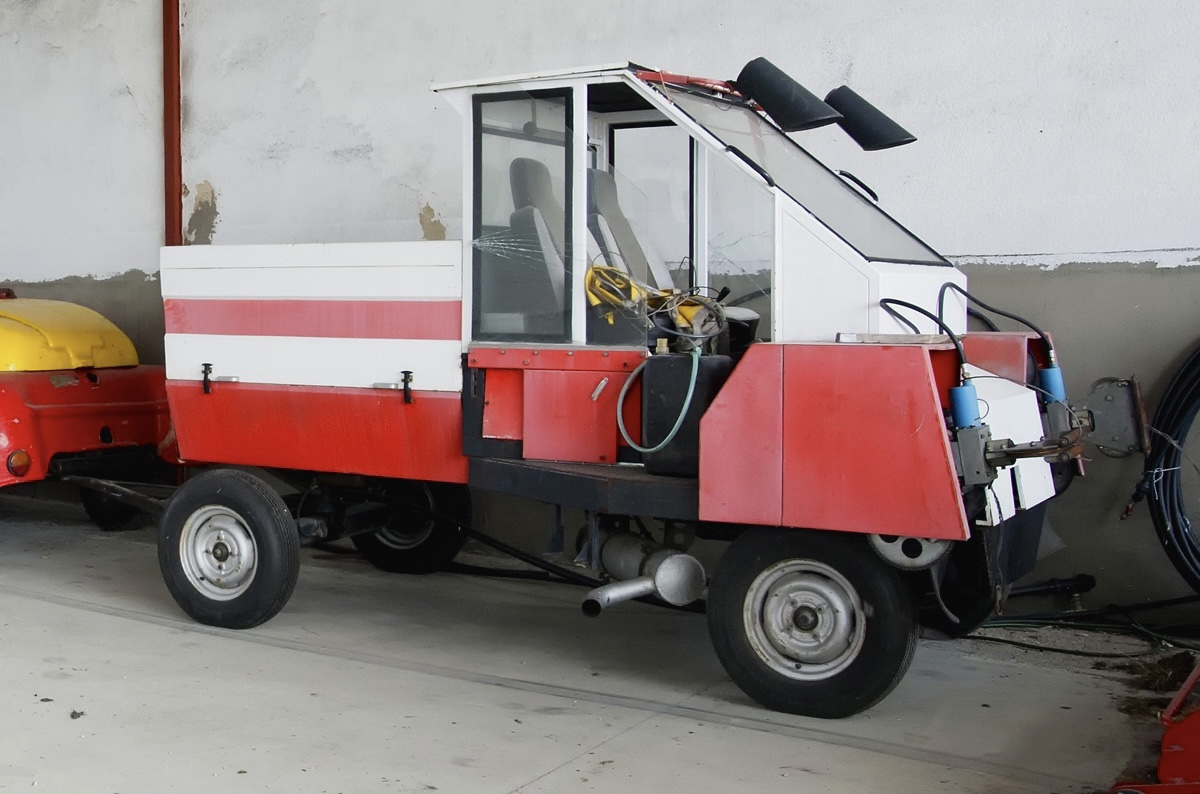
Herkules IV

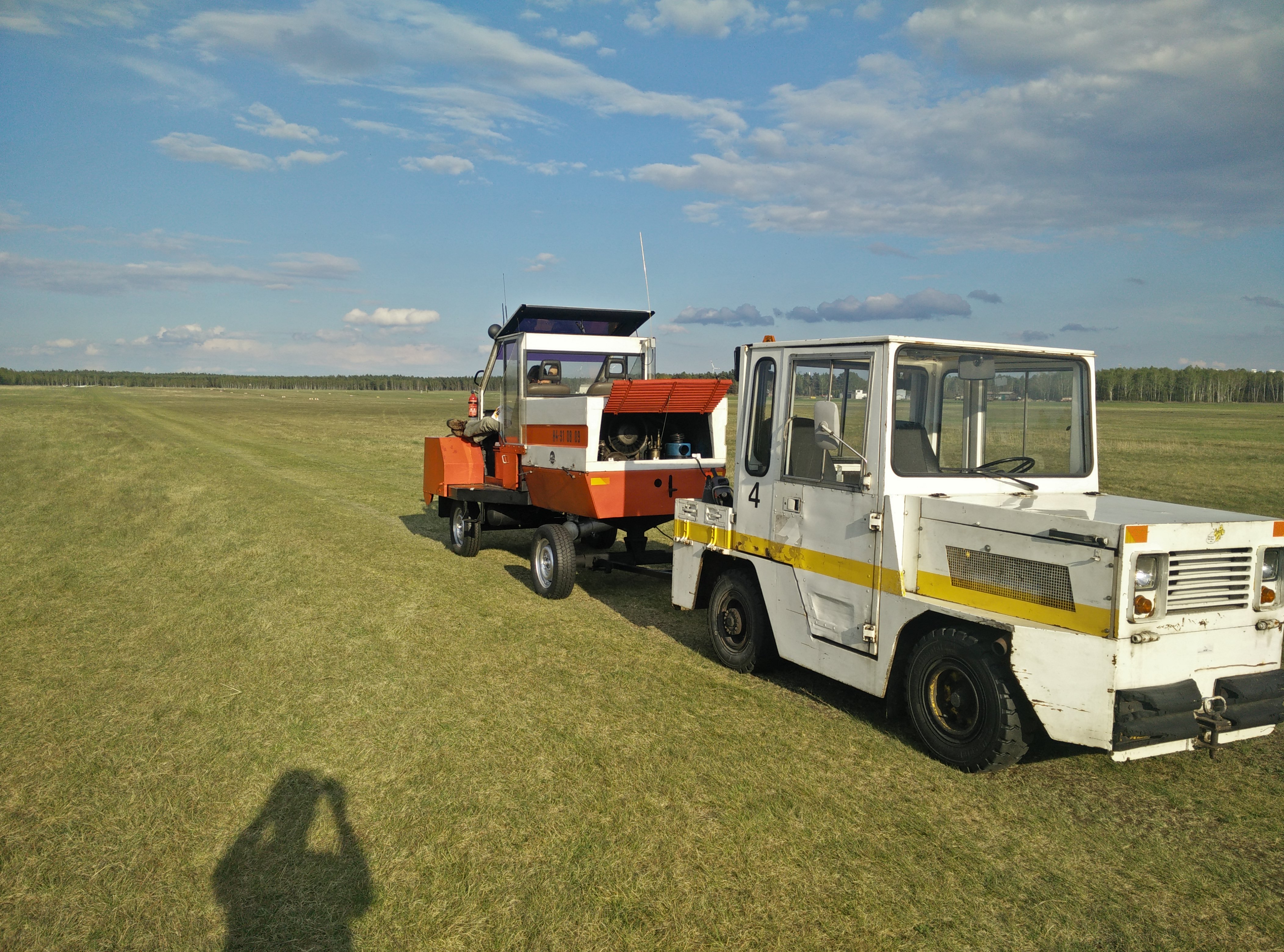
Segelflugstartwinde Herkules H4 mit Zugfahrzeug auf dem Flugplatz Schwarzheide-Schipkau.

Die Startwinde Herkules IV ist eine dieselbetriebene Seilwinde für den Windenstart von Segelflugzeugen. Dieser Windentyp wurde vom tschechoslowakischen Hersteller Aerotechnik Moravská Třebová in den 1980er und frühen 1990er Jahren gebaut. Sie ist der Nachfolger der Herkules III. Im Gegensatz zu der Herkules III ist die Herkules IV nicht in der Lage selbst zu fahren und ist daher auf ein Zugfahrzeug angewiesen. Sie hat außerdem einen stärkeren Motor, eine geschlossene Fahrkabine und einen komplexeren Antrieb. Startwinden dieses Typs sind im Osten Deutschlands sowie in vielen anderen Staaten in großer Stückzahl im Einsatz und haben sich als robust und zuverlässig, jedoch wartungsintensiv erwiesen.

## Technik
Nahezu die gesamte Technik der Winde basiert auf vorhandenen Baugruppen aus der Nutzfahrzeugindustrie. Kern der Winde ist ein luftgekühlter V8 4-Takt Dieselmotor vom Typ Tatra T2-928-2. Dieser gibt seine mechanische Leistung über eine Strömungskupplung sowie eine Einscheibentrockenkupplung an das sogenannte Verteilergetriebe weiter. Die Trockenkupplung wird hierbei nur zum Straffen des Seils vor dem Windenstart verwendet. Das Verteilergetriebe übernimmt die Kraftverteilung auf die zwei Seiltrommeln der Winde. Die Trommeln haben kleinen Durchmesser und große Breite. Das Schleppseil wird über eine automatisch arbeitende Spulvorrichtung gleichmäßig auf die Trommel aufgespult, die die Azimutrollen direkt bewegt. Befindet sich das geschleppte Segelflugzeug nicht vor der Winde, so muss die seitliche Last von der Spulvorrichtung getragen werden. Eine Schwerkraftbremse bremst die Trommel, wenn keine Seillast vorhanden ist, um das Seilausziehen zu erleichtern.
Die gesamte Konstruktion ist mit zwei Kupplungen, zwei Bremssystemen, Spulvorrichtung, sowie mit einer Kombination aus mechanischer und hydraulischen Ansteuerung komplex, auch komplexer als die Vorgängermodelle H3 und H2.
Der Treibstoffverbrauch von etwa 0,3 L/Start ermöglicht einen sehr günstigen Betrieb.
| Windenmotor               | Windenmotor                  |
| ------------------------- | ---------------------------- |
| Typ                       | Tatra T2-928-2               |
| Leistung                  | 134 kW (180 PS) bei 2000/min |
| Drehmoment                | max. 690 Nm bei 1200/min     |
| Hubraum                   | 12667 cm³                    |
| Verdichtungsverhältnis    | 16,5:1                       |
| Zündfolge                 | 1-6-3-5-4-7-2-8              |
| spez. Kraftstoffverbrauch | 180 g/PSh                    |